# ニンバ郡
ニンバ郡（ニンバぐん、英語: Nimba County）はリベリア共和国の15ある郡（county）の1つである。リベリア内陸の北部、ギニアとコートジボワールと国境を接し、ニンバ山がある。面積は11,546km2で、人口は621,841人（2022年国勢調査）である。中心地はサニケリエ。

## 概要
1964年7月26日、中部州の解体に伴い設置された。
ニンバ山に豊かな鉄鉱石の資源に恵まれているが、ニンバ郡はリベリア内戦で最も被害が酷い地域の1つである。民族的にギオ族やマノ族などの先住民族が暮らす。1980年先住民部族クラン族出身のサミュエル・ドウ軍曹が軍事クーデターでアメリコ・ライベリアンの政権を倒し、政権を奪い、1985年ニンバ郡のギオ族とマノ族のドウ政権に反旗を翻す、反政府組織が、軍事クーデターを起こすが、失敗。ドウはギオ族とマノ族に対し復讐として、ニンバ郡に軍隊を送り、ギオ族とマノ族を大虐殺した。1989年からの内戦ではクラン族がギオ族とマノ族に復讐を抱いて両者の紛争が横棒していたので、ニンバ郡では大勢の難民が出てていた。

## 隣接行政区画
- ボン郡
- グランドバッサ郡
- リバーセス郡
- シノエ郡
- グランドゲデ郡
- モンターニュ地方
- ンゼレコレ州

## 下位行政区画
ニンバ郡には6地区（District）に分かれている。
- Gbehlageh District
- サクレピー地区（Saclepea District）
- Sanniquelleh-Mahn District
- タペタ地区（Tappita District）
- Yarwein-Mehnsohnneh District
- Zoegeh District